# SN 2010jd
SN 2010jd – supernowa typu Ia odkryta 20 września 2010 roku w galaktyce A033723-3302. W momencie odkrycia miała maksymalną jasność 17,40m.